# Kosmos 1089
Kosmos 1089, sovjetski vojni navigacijski i komunikacijski satelit iz programa Kosmos. Vrste je Parus.
Lansiran je 21. ožujka 1979. godine u 04:13 s kozmodroma Pljesecka, s mjesta 132/2. Lansiran je u nisku orbitu oko planeta Zemlje raketom nosačem Kosmos-3M 11K65M. Orbita mu je 966 km u perigeju i 1001 km u apogeju. Orbitne inklinacije je 82,97°. Spacetrackov kataloški broj je 11308. COSPARova oznaka je 1979-026-A. Zemlju obilazi u 104,76 minuta. 
Iz misije je ostao još jedan dio koji je ostao kružiti u niskoj orbiti. 

## Vanjske poveznice
- N2YO.com Search Satellite Database (engl.)
- Celes Trak SATCAT Format Documentation (engl.)
- Kunstman  Arhivirana inačica izvorne stranice od 12. kolovoza 2019. (Wayback Machine) Satellites in Orbit (engl.)